# Exploit Caf
Exploit Caf, född 30 april 2001 i Italien, död 25 mars 2022 i Italien, var en italiensk varmblodig travhäst. Han tränades av Fabrice Souloy i Frankrike mellan 2006 och 2009 och kördes av Jean-Michel Bazire. I början av karriären tränades han först av Gaetano Di Nardo och senare av Wilhelm Paal.
Exploit Caf sprang in 20,4 miljoner kronor på 90 starter varav 28 segrar, 21 andraplatser och 8 tredjeplatser. Bland hans främsta meriter räknas segrarna i Gran Premio Lotteria (2007), Prix du Luxembourg (2007), Prix de France (2008), Prix de l'Atlantique (2008), Prix René Ballière (2008), Elitloppet (2008) och andraplatserna i Prix Doynel de Saint-Quentin (2006), Prix de Bretagne (2007), Prix du Bourbonnais (2007), Prix de Paris (2008), Oslo Grand Prix (2008), Prix de Bretagne (2008). Han kom även på femteplats i 2008 års upplaga av Prix d'Amérique.
När Exploit Caf vann 2008 års upplaga av Elitloppet på Solvalla gjorde han detta på rekordtiden 1.09,8 över 1609 meter med autostart. Detta var den dittills snabbaste vinnartiden i loppets historia. Rekordet slogs först 2014 av Timoko.
Exploit Caf avled på stuteriet av en kolikattack den 25 mars 2022.